# Carterinoidea
Carterinoidea, tradicionalmente denominada Carterinacea, es una superfamilia de foraminíferos del suborden Carterinina y del orden Carterinida. Su rango cronoestratigráfico abarca desde el Eoceno hasta la Actualidad.

## Discusión
Clasificaciones más modernas degradan Carterinoidea a la categoría de subfamilia (subfamilia Carterininae), y la incluyen en la familia Trochamminidae, de la superfamilia Trochamminoidea, del suborden Trochamminina, y del orden Trochamminida.

## Clasificación
Carterinoidea incluye a law siguiente familia:
- Familia Carterinidae